# Majorone
In fisica delle particelle, il majorone (così chiamato in onore di Ettore Majorana) è un tipo ipotetico di bosone di Goldstone, teorizzato come mediatore della violazione del numero leptonico o del numero B-L dovuta alla massa del neutrino in alcune collisioni ad alta energia.
e− + e− → W− + W− + J